# Talang Jauh
Talang Jauh is een bestuurslaag in het regentschap Jambi van de provincie Jambi, Indonesië. Talang Jauh telt 3279 inwoners (volkstelling 2010).